# 아인누루바르
아인누루바르는 8세기에서 13세기 사이 인도의 카르나타카주 지역에서 기원한 중세 상인 길드이다. 이 시기에는 조직화된 상인 길드가 상당한 권력과 영향력을 행사했다. 아인누루바르는 이들 길드 중 가장 두드러진 길드 중 하나였다. 촐라 제국 시대에 그들은 남인도 상인 조직들 중 엘리트로 여겨졌다.
아이야볼의 오백영주는 아이홀레 출신의 상인 길드로, 타밀나두주, 카르나타카주 및 안드라프라데시주의 무역 공동체들 간의 무역 연결망을 제공했다. 그들은 9세기의 비문에서 언급되었다. 아이홀레는 이전에 찰루키아의 주요 도시였으며 많은 사원과 브라만들이 있는 곳으로, 그들 중 일부는 오백인 길드의 무역 활동에 참여한 것으로 보인다. 그러나 대부분의 아이야볼 영주들은 상인이었으며, 특히 장거리 무역에 종사했다. 9세기에서 14세기 사이의 그들의 비문은 사원에 기부한 기록을 담고 있으며, 그들의 무역 활동이나 상품에 대한 정보를 제공한다.
칸나다어로 아이야볼레(Ayyavole), 텔루구어로 아이야볼루(Ayyavolu), 산스크리트어로 아리야루파(Aryarupa), 타밀어로 아이누루바르(Ainuruvar)로 알려진 오백인 길드는 남인도와 동남아시아에서 활동했다. 그들은 촐라 제국 치하에서 더욱 강력해졌다. 그들은 베에라-바나주-다르마(Veera-Banaju-Dharma), 즉 영웅적 또는 고귀한 상인의 법률을 수호했다. 황소는 그들의 상징으로, 깃발에 이를 표시했다. 그들은 대담하고 기업가적인 명성을 가졌다.

## 기원
인도네시아 수마트라섬에서 발견된 1088년 AD의 타밀어 비문은 "나가라 세나파티 나투 체티아르"가 아인누루바르 그룹에 속한다고 언급한다. 12세기까지 아인누루바르(Ainnuruvars)는 다른 무역 길드를 포함하여 지배적인 세력으로 성장했다. 예를 들어, 마니그램 나가라탐은 스스로를 종속 그룹으로 명시한다.
피란말라이에 있는 비문은 "체티"(cetti)들을 "번성하는" 것으로, 그리고 "티사이 아이라투 아인누루바르 조직에 필수적이며 18개의 파티남, 32개의 발라푸람(주요 무역 중심지) 및 64개의 카디가이 발람을 점유하고 있는" 것으로 언급한다. 중요하게도 숫자 18은 7개의 지리적 구역(파티네투 우르 바타하이) 중 하나의 이름과 유사하며, 32와 64를 더하면 나투코타이 체티아르의 전설적인 96개 마을의 수와 일치한다. 피란말라이 비문(13세기)은 또한 아인누루바르, 코둠발루르(푸두코타이 근처)의 마니그람, 그리고 케랄라와 싱할라(나가라타르 결혼 합의(이사이크쿠디마남)의 "케랄라 싱가 발라 나두" 구절 참조)에서 멀리 떨어진 나가라타르가 사원 기부를 위해 막대한 자금을 모았다고 이야기한다. (The Trading world of the Tamil merchant: Evolution of merchant capitalism in the Coramandal By Kanakalatha Mukund).
촐라 제국과 아인누루바르 간의 연관성은 아인누루바르 비문의 발견 수로 잘 확립되었다. 아인누루바르 비문의 최대 수는 10세기에서 13세기 사이에 지속된 촐라 제국 시대에 발생했다. 가장 중요하게는 수마트라의 1088년 비문(쿨로퉁가 1세 통치)과 스리랑카의 1036년 비문(라젠드라 1세)은 아인누루바르 공동체와 촐라 사이의 밀접한 연관성을 의심할 여지 없이 확립한다. 참파칼락시미(Champakalakshmi) 교수에 따르면, 아인누루바르는 촐라가 정복한 곳이라면 어디든지 이동했다.
이 길드의 종말에 대한 명확한 언급은 없지만, 이 길드의 후손들과 대영 제국 사이의 긴장에 대한 일부 언급이 있다. 그들의 총 존속기간은 100년에 달했을 수 있다.

## 조직
이 길드의 구성원들은 "판차 사타 비라 사사나" 또는 "오백인의 칙령"에 의해 관리되었다. 여러 시기에 그들의 본부는 에로드 지역의 닐람푸르에 선언되었다.
아인누루바르는 캐러밴(스리랑카 비문에 명확히 명시됨)과 상선을 호위하기 위해 자체 군대를 보유했다. 촐라 기록에는 "팔리 일리 아인누루바르"라는 연대에 대한 언급이 있다. 이 연대는 무타라이야르 씨족의 "팔리 일리"의 이름을 따서 명명되었을 수 있지만, "아인누루바르"라는 용어의 등장은 흥미롭다. 이들 군대는 촐라 원정 지원을 위해 분명히 대여되었다. 라젠드라의 동남아시아 원정 목적이 약탈이었을 것이라는 이전 견해와 달리, 최근의 견해는 이용 가능한 증거에 의해 뒷받침되며, 해적을 소탕하고 인도 상선이 극동으로 향하는 관문 역할을 하는 멜라카 해협의 해상 통제권을 확보하기 위해 습격이 이루어졌다는 것이다. 부분적으로 타밀어이고 부분적으로 중국어인 비문(1281년 AD)이 중국에서 발견되었으며, 촐라 사신이 중국 궁정에 파견되고 그 반대도 마찬가지였다는 다른 언급들은 타밀 지역과 중국을 포함한 극동 지역 간의 상당한 양의 무역을 증명한다.
길드는 수입의 일정 비율로 구성원들에게 세금을 부과했다. 이 세금은 회원 자격을 얻기 위해 미리 납부해야 했다.
이 길드는 마을과 사원을 발전시키기 위한 자선 활동을 한 것으로도 알려져 있다.

## 무역 역학
앤서니 리드(Anthony Reid)에 따르면 (폭력의 베란다 – 아체 문제의 배경), 2000년대 초반 북부 수마트라의 아체주에서 타밀 상업 활동에 대한 수많은 증거가 있다. 그는 타밀라캄과 수마트라를 오가는 배들 중 일부는 소금을 운반하는 배였을 것이라고 생각한다. 그들은 또한 아레카, 철, 면사, 그리고 심지어 천도 거래했던 것으로 알려져 있다.
그들은 스리랑카 상인들과 마케팅 관계를 맺고 있었고, 남인도와 스리랑카 사이의 무역로를 지배했던 것으로 알려져 있다.

## 유산
카나칼라타 무쿤드는 900년부터 1300년까지의 시기가 무역이 기업 및 상업 기관으로 발전하는 발판을 마련했다고 주장한다. 그녀는 유럽 여행가 마르코 폴로가 언급한 타밀 상인들의 견습 관행이 오늘날에도 나투코타이 체티아르들이 따르는 관행과 유사하다고 말한다.
필라야르 파티에 있는 후기 촐라(순다라 촐라 재위 957-973년 AD) 비문은 아인누루바르 공동체에 의해 "나가람"이라는 라자 나라야나 푸람이 형성된 것을 언급한다. 필라야르 파티 비문은 또한 "엔 카리크쿠디"의 아인누루바 페룬 테루를 지적한다 (금석학적 참고 문헌 1935-36년 147-150번 – 촐라 시대의 무역 및 국가 통치, 케네스 R. 홀, 223쪽). 일부 저자들에 따르면 이 언급은 오늘날의 "카라이 쿠디" 시를 가리킨다.
현재의 타밀나두주의 나투코타이 체티아르들은 이 "나투 세티아르"의 후손들일 것이다. 이 견해를 뒷받침하는 다른 명백한 고고학적 증거들도 있다. 마투르 사원(나투코타이 체티아르 공동체에 속하는 9개의 사원 중 하나)의 주 신은 아이누리스와라르라고 불린다.
아이야볼의 오백영주는 아이홀레 출신의 상인 길드로, 타밀나두주, 카르나타카주 및 안드라프라데시주의 무역 공동체들 간의 무역 연결망을 제공했다. 그들은 9세기의 비문에서 언급되었다. 아이홀레는 이전에 찰루키아의 주요 도시였으며 많은 사원과 브라만들이 있는 곳으로, 그들 중 일부는 오백인 길드의 무역 활동에 참여한 것으로 보인다. 그러나 대부분의 아이야볼 군주들은 상인이었으며, 특히 장거리 무역에 종사했다. 그들의 9세기에서 14세기 사이의 비문은 사원에 기부한 기록을 담고 있으며, 그들의 무역 활동이나 상품에 대한 정보를 제공한다.
타밀어로 아이누투루바르(Ainutruvar), 칸나다어로 아이야볼레(Ayyavole), 텔루구어로 아이야볼루(Ayyavolu), 산스크리트어로 아랴루파(Aryarupa)로 알려진 오백인 길드는 남인도와 동남아시아에서 활동했다. 그들은 촐라 제국 치하에서 더욱 강력해졌다. 그들은 베에라-바나주-다르마(Veera-Banaju-Dharma), 즉 영웅적 또는 고귀한 상인의 법률을 수호했다. 황소는 그들의 상징으로, 깃발에 이를 표시했다. 그들은 대담하고 기업가적인 명성을 가졌다.

## 설명
아이야볼 상인 길드에 대한 다음 구절은 1055년 CE의 비문에서 발췌한 것으로, 그들의 활동과 상품을 요약하고 있다:
세상에 이름을 떨치고, 진실, 순결, 선행, 정책, 겸손, 신중함 등 많은 선한 자질로 장식되었으며, '비라-바난주-다르마'[영웅 상인들의 법]의 수호자이고, 32개의 벨로마, 18개의 도시, 64개의 요가-피타, 그리고 동서남북 네 방향에 아슈라마를 가지고 있으며; 여러 나라를 떠도는 자들로 태어났으니, 땅을 그들의 자루로 삼고,...뱀을 끈으로 삼고, 구강용 담배 주머니를 비밀 주머니로 삼아,...
육로와 수로를 통해 여섯 대륙의 지역으로 침투하여, 우수한 코끼리, 잘 훈련된 말, 큰 사파이어, 문스톤, 진주, 루비, 다이아몬드,...카다멈, 정향, 백단, 장뇌, 사향, 사프란 및 기타 향수와 약품을 도매로 팔거나 어깨에 메고 다니면서, 관세로 인한 손실을 방지하고, 황제의 금고, 보석고, 무기고를 채우며; 그 나머지는 매일 학자와 수도승에게 선물을 베푸니; 흰색 우산이 그들의 캐노피이고, 강력한 바다가 그들의 해자이며, 인드라가 그들의 검집이고, 바루나가 기수이며, 쿠베라가 회계사이다,...

## 활동
오백인 길드는 순회하는 집단이었으나, 그들의 활동으로 인해 공동체를 형성하게 되었다. 다른 길드에 비해 그들은 가장 화려한 것으로 여겨졌다. 마니그라맘(Manigramam)이라는 또 다른 상인 길드와 함께 오백인 길드는 항구와 상업 중심지에서 발견되었다. 그들은 사원에 기부하고, 브라만에게 음식을 제공하며, 관개 시설 유지 보수에 기여했다. 그들의 비문은 남부 반도 전체에 걸쳐 분포하여 지역 간 및 국제 상인 네트워크를 추적한다. 이 상인들 중 일부는 "나나데시"(혹은 "여러 나라 출신")라고 불렸고, 일부는 "스와데시"(혹은 "본국 출신")라고 불렸다. 이 상인들은 인도 문화를 동남아시아로 전파하는 통로 중 하나였다.
사원과 마타의 건립은 왕실 후원과 아이야볼루, 나카라무, 코마티스와 같은 상인 길드의 지원에 의존했음을 증거들이 보여준다. 마찬가지로 사원 건립 활동은 지리적 구분에 따라 길드를 조직한 것으로 보이는 비슈와카르마-쿨라의 건축가 길드나 아차리야에도 의존했다.

### 비라-발란자
아이야볼의 영주들은 비라-발란자(Vira-Balanja)라고 불렸다. 칸나다어의 비라-발란자(Vira-Balanja)와 타밀어의 비라-발란지야르(Vira-Valanjiyar), 텔루구어의 비라-발리자(Vira-Balija)는 모두 "용감한 상인"을 의미한다. 이 상인들은 스스로를 비라 발란자 다르마(Vira Balanja Dharma Pratipalanulu)의 수호자로 칭했으며, 종종 중세 안드라의 비문에 등장했다. 비라-발란자스에 대한 여러 금석학적 자료들이 있다. 한 예로 쿠다파의 아니라마 마을에서 발견된 1531년 CE의 금석학적 자료는 아이야볼루의 비라-발란자 상인 길드가 그 마을의 상가메스와라 신의 등불 봉헌을 위해 면화, 실, 직물 등 무역 품목에 대한 특정 통행료 수입(마가마)을 허락한 것을 언급한다.
넬로르의 동판 비문에는 아이야볼라 또는 아이야볼라-에눔바루-스와미갈루 조직이 비라-발란자 다르마(일명 비라-바난자 다르마)의 수호자였으며, 비라-바나자-사마야를 따랐다고 언급되어 있다. 군투르 지역 친타팔리에서 발견된 1240년 비문에 따르면, 비라-발란자 사마야(무역 법인)는 우바야나나데시, 가바라, 무무리단다로 구성되었으며, 그들은 오백 영웅 칙령의 수령인이었다. 이들 중 우바야나나데시는 데시, 파라데시, 나나데시로 구성된 모든 지역과 국가 출신의 상인 집단이었고, 가바레스는 가바레스바라 신을 숭배하는 상인 집단으로서 그 이름을 얻었다.
일부 무역 길드는 종교적 정체성에 기반을 두었으며, 예를 들어 나카라 (길드)는 나카레스바라의 바이샤 신도들로 구성된 단체였고, 가바레스는 가바레스바라의 발리자 신도들로 구성된 단체였다 (스리 가바레스바라 디비아 데바 스리파다 파드마라다쿨루). 무무리단다는 먼저 전사였고 그 다음이 상인이었다. 벨라리 쿠루고두의 1177년 AD 비문에는 무무리단다가 아랴푸라, 즉 아이홀레 또는 아이야볼레에서 저명했던 '오백인'의 분파였다고 명시되어 있다 (srimad aryya nama pura mukhyabhutar enip ainurvarind adavid anvay ayatar). 비라-발란자-사마야와 같은 무역 법인들은 전쟁과 침략에도 불구하고 여러 제국 하에서 번성했다.

## 타밀 자료에서
판달라야니-콜람(코지코드 근처)의 모스크에 있는 세 개의 깨진 돌에서 발견된, 바스카라 라비 재위 시기인 1000년 CE로 추정되는 단편적인 체라 비문은 아이야볼레-500 무역 길드 모임에서 발견된 발란지야르와 다른 상인들을 언급한다. 아이야볼레-500은 타밀어로 단순히 아이누루바르(Ainuruvar)라고 불렸다.
비샤카파트남에서는 텔루구어 두 개와 타밀어 하나, 총 세 개의 비문이 발견되었다. 이 비문들은 비샤카파트남의 아이누타바-페룸발리(500 페룸발리)에 있었으며, 강가 왕 아난타바르마데바의 통치 시기인 1090년 CE로 기록되어 있다. 또 다른 텔루구어 비문은 수석 마하만달레스바라 쿨로퉁가 프리트비시바라가 동일한 아이누타바-페룸발리에 유사한 보조금을 지급한 것을 기록한다. 이 비문들은 안주반남 사람들이 아이야볼레-500 길드의 후원을 받았으며 심지어 그 길드의 구성원으로 취급되었다는 것을 시사한다.
아이야볼레-500 길드가 남인도의 거대하고 광범위한 길드가 되면서, 기존의 대부분의 토착 및 지역 무역 길드들이 이 길드와 연합한 것으로 보인다. 마니그라맘과 나나데시 길드도 아이야볼레-500에 합류했다. 촐라 왕조의 동남아시아 해상 원정과 촐라가 아이야볼레 길드를 지원하면서, 아이야볼레 길드는 해상 세력으로 부상하여 스리위자야 왕국(인도네시아 수마트라섬을 기반으로 한 지배적인 해양 도시 국가)에서도 계속 번성했다. 이는 1088년 AD에 인도네시아 서수마트라의 바루스에서 발견된 아이야볼레 길드의 비문에 잘 기록되어 있다. 남인도 상인들은 버마와 태국 반도에서도 활동했다.

## 같이 보기
- 남인도의 무역 길드
- 안주반남
- 마니그라맘
- 발란지야르
- 인도 문화권
- 동남아시아의 인도화

## 참고 문헌
- Nilakanta Sastri, K.A. (1955). A History of South India, OUP, New Delhi (Reprinted 2002) ISBN 0-19-560686-8.